# فرودگاه مانجا
فرودگاه مانجا (به انگلیسی: Manja Airport) یک فرودگاه با کد یاتا MJA است . این فرودگاه در کشور ماداگاسکار قرار دارد و در ارتفاع ۲۴۰ متری از سطح دریا واقع شده‌است.